# Sergio Travaglia
Sergio Travaglia (Fiume, 17 gennaio 1923 – Milano, 17 febbraio 2020) è stato un politico e avvocato italiano, senatore per Forza Italia dal 1995 al 2006.

## Biografia
Nato a Fiume, nell'allora stato omonimo ed oggi situata in Croazia, è stato residente a Milano. Laureato in giurisprudenza, ha esercitato la professione di avvocato.

### Carriera politica
È entrato per la prima volta in Senato con Forza Italia il 13 luglio 1995, entrando subito a far parte della X Commissione per le attività produttive, l'industria e il turismo.
Viene riconfermato senatore in occasione delle elezioni politiche del 1996, dove viene eletto al secondo posto all'interno del Collegio elettorale di Milano - Sesto San Giovanni.
Rieletto alle elezioni del 2001, viene nominato Segretario del Senato della Repubblica.

## Opere
- Maledetta industria. Manuale dell'Euparonista, Milano, Rusconi Editore, 1986.
- Maledetti italiani, Milano, Rusconi Editore, 1992.
- Come funziona l'Italia. Un dizionario-manuale per navigare nell'Italia di fine secolo, prefazione di Giuliano Urbani, Milano, Sperling & Kupfer, 1994, ISBN 978-88-200-1800-9.
- Diavolo d'un Milan. 1988-1994: i sette anni che sconvolsero il calcio, prefazione di Carlo Pellegatti, Milano, Sperling & Kupfer, 1994, ISBN 978-88-200-1905-1.
- Politically correct. Il comunista in borghese, Milano, Ugo Mursia Editore, 1996, ISBN 978-88-425-2012-2.
- Il teorema Berlusconi, Casale Monferrato, Piemme, 2004, ISBN 978-88-384-4327-5.
- Il manifesto dell'impresa, Milano, Mind Edizioni, 2012, ISBN 978-88-967-8522-5.